# Keutenberg

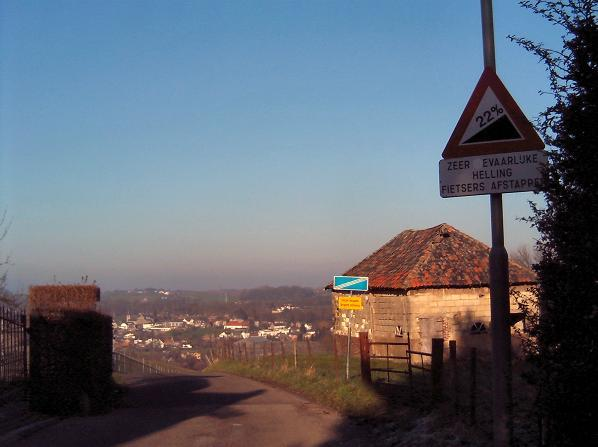
Gefälle am Keutenberg

Keutenberg ist die Bezeichnung für ein Dorf in der niederländischen Provinz Limburg und einen Anstieg, der durch dieses Dorf führt.
Das Dorf besteht aus zehn Häusern beziehungsweise Bauernhöfen. Keutenberg gehört zur Gemeinde Schin op Geul. Bis 1981 gehörte das Dorf zur Gemeinde Wijlre.
Es führt nur eine Straße durch das Dorf. Diese ist nur für Anlieger freigegeben.

## Geschichte
Im Jahr 53 vor Christus sollen Eburonen unter der Führung von Ambiorix eine vorbeiziehende römische Armee unter der Führung von Gaius Aurelius Cotta überfallen haben. 6000 Römer sollen bei diesem Überraschungsangriff aus dem Wald des Keutenbergs gefallen sein. Andere Quellen behaupten die Schlacht habe sich etwa 100 Kilometer südlicher ereignet.

## Radsport
Der Anstieg Keutenberg beginnt in Schin op Geul in der Gemeinde Valkenburg aan de Geul und endet auf dem Hochplateau von Margraten. Der Anstieg ist mit maximal 22 % Steigung der steilste Anstieg der Niederlande.
Der Keutenberg ist der vorletzte Anstieg des Amstel Gold Race, einem halbklassischen Eintagesrennen im April. Er liegt rund 12 Kilometer vor dem Ziel des Rennens, welches sich auf dem Cauberg befindet.
Der Anstieg ist in zwei Teile zu unterteilen. Der erste, sehr steile Teil, ist in etwa 600 Meter lang und im Schnitt circa 10 % steil. Der zweite Teil beginnt beim Ortsschild von Keutenberg und geht über rund 700 Meter mit ungefähr 4 % nach oben.
Seit 1972 befindet sich der Keutenberg im Profil des Amstel Gold Race. Von 1991 bis 1996 wurde der Anstieg aus dem Profil genommen, weil die geringe Breite in Kombination mit der Steilheit des Anstieges und die vielen Zuschauer für chaotische Zustände bei der Karawane der Mannschaftsautos sorgte. Seit der Wiedereinführung des Keutenberges sind alle Zufahrtsstraßen des Anstiegs für Zuschauer abgeriegelt.
Sowohl Fränk Schleck 2006 als auch Robert Gesink 2009 platzierten beim Amstel Gold Race im flacheren Teil des Keutenberg die entscheidende Attacke, auch wenn Gesink den Sieg seinem Fluchtgefährten Sergei Iwanow überlassen musste.
Da der Keutenberg einer der schwersten und bekanntesten Anstiege der Niederlande ist, ist er ein Magnet für viele Radtouristen. Trotzdem ist das Amstel Gold Race zurzeit das einzige Radrennen, bei dem dieser Anstieg überquert wird.